# Сухопечаєвка
Сухопеча́євка (рос. Сухопечаевка) — село у складі Нижньоломовського району Пензенської області, Росія.
Населення — 7 осіб (2010; 39 у 2002).
Національний склад станом на 2002 рік:
- росіяни — 97 %